# Canon EOS-1D
Canon EOS-1D är en digital systemkamera från Canon som kom ut i november 2001. Kameran är den första kameran i proffssegmentet som Canon gjorde helt på egen hand. Föregångaren Canon EOS D2000 gjordes tillsammans med Kodak. Kroppen är baserad på den analoga föregångaren Canon EOS 1V. Kameran har en 4 megapixelsensor av typ APS-H och därmed 1,3 gångers förlängningsfaktor för brännvidden jämfört med 35 mm film eller fullformatssensor. 

## EOS-1D Mark II

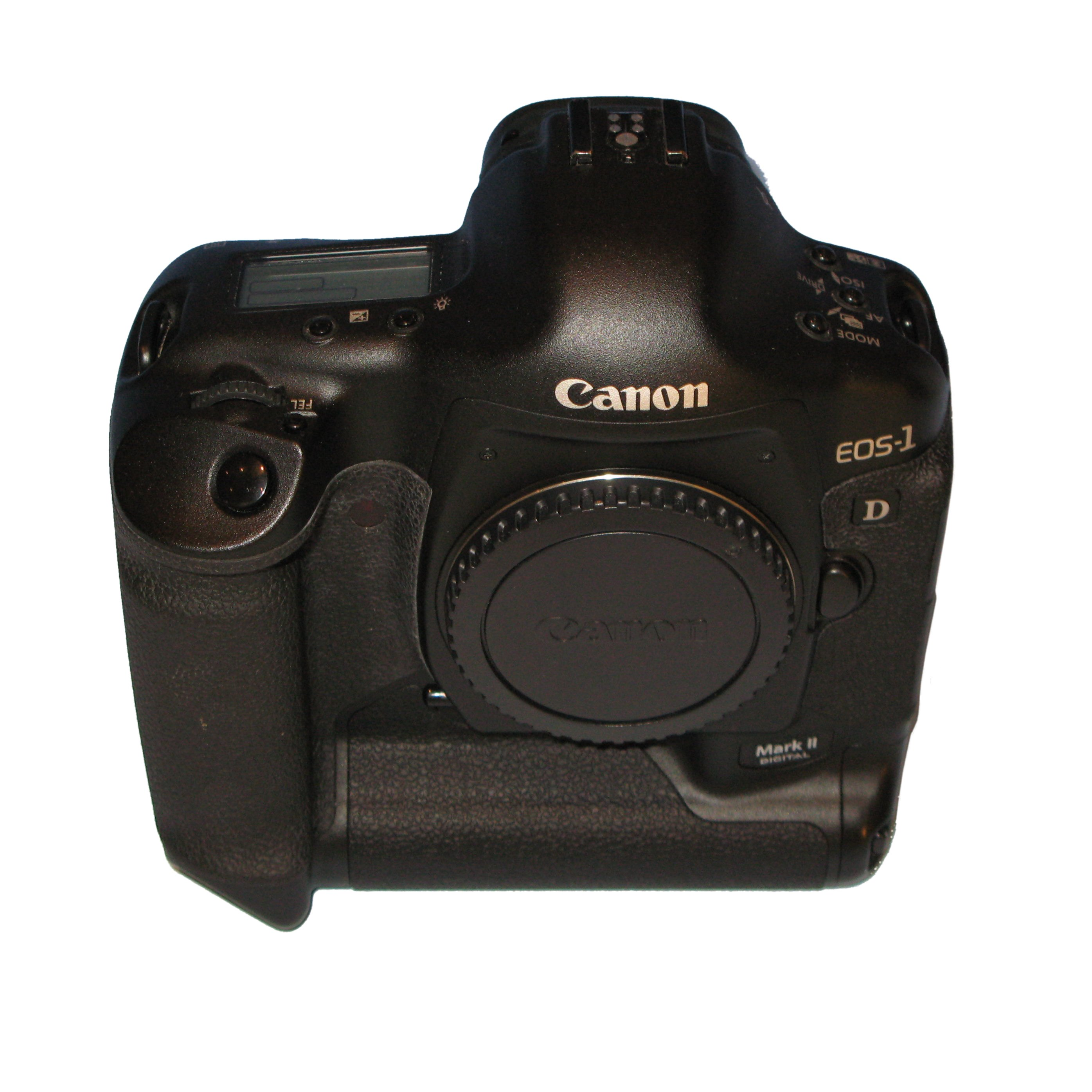
Canon EOS-1D Mark II

Efterföljaren Canon EOS-1D Mark II kom i juni 2004. I stora drag är följande förbättrat jämfört med föregångaren EOS 1D:
- Fördubblad upplösning: 8,2 megapixels sensor
- Fördubblad buffert vid serietagning: 20 bilder i RAW-format eller 40 i JPEG-format
- Ny snabbare processor: DIGIC II
- Utökad ISO-känslighet: 50–3 200
- Stöd för både SD- och CF-minneskort
- USB-port

## EOS-1D Mark II N
Den 22 augusti 2005 var det dags för nästa uppföljare: EOS 1D Mark II N. De huvudsakliga förbättringarna är en större, 2,5-tums bildskärm, bättre buffring vid serietagning, och förbättrad hantering av SD- och CF-minneskorten.

## EOS-1D Mark III

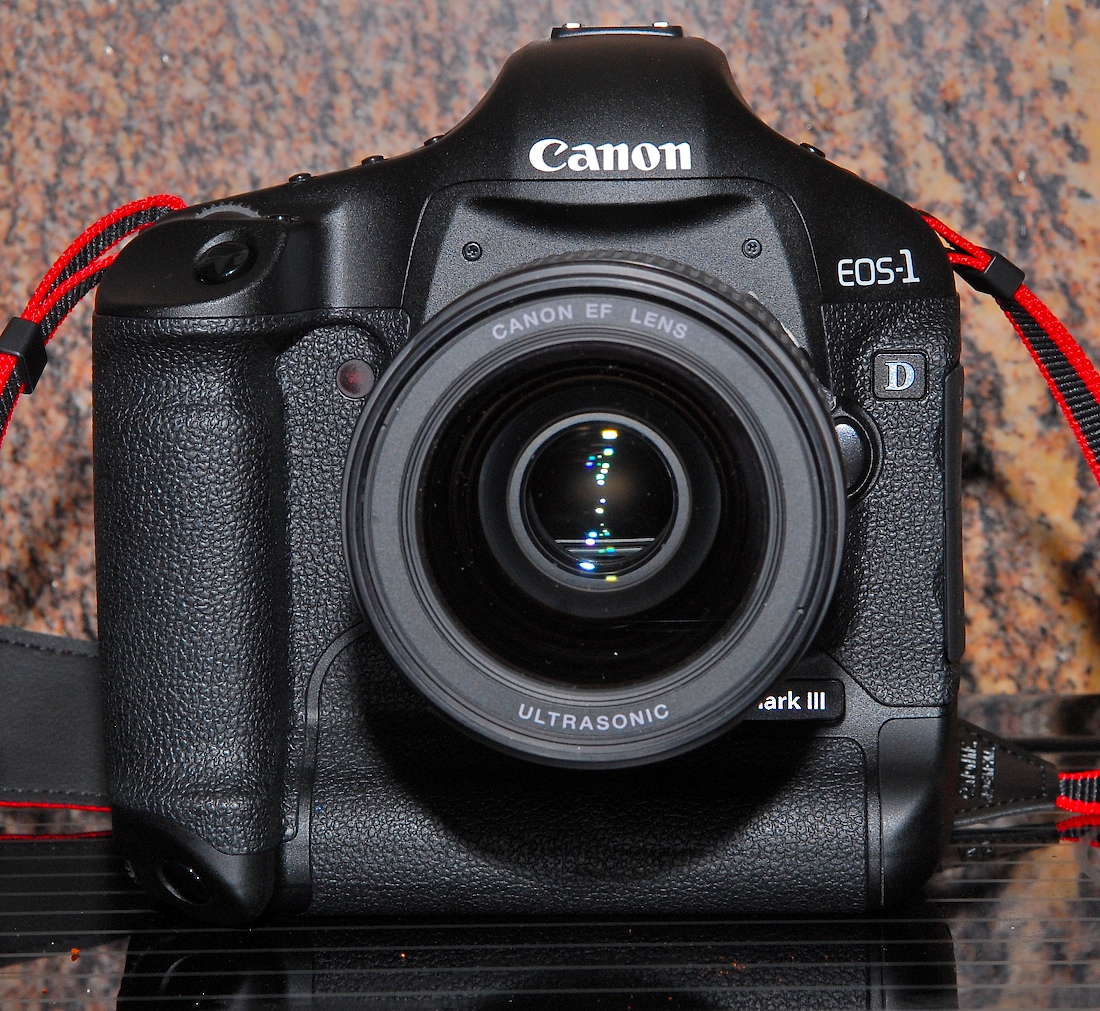
Canon EOS-1D Mark III

I maj 2007 kom uppföljaren EOS-1D Mark III. De huvudsakliga förbättringarna jämfört med föregångaren EOS-1D Mark II N är:
- 10,1 megapixels sensor
- Snabbare processor: DIGIC III
- 3 tums bildskärm
- 10 bilder/s i serietagning med en buffert på 30 i RAW-format eller 110 i JPEG-format
- Live view på bildskärmen, dvs. kontinuerlig visning av sökarinformation innan foto tas.

Säsongen 2007–2008 erhöll kameran pris som bästa professionella kamera av European Imaging and Sound Association (EISA).

## EOS-1D Mark IV
I maj 2009 kom uppföljaren EOS-1D Mark IV. De huvudsakliga förbättringarna jämfört med föregångaren EOS-1D Mark III är: 
- 16,1 megapixels sensor
- Dual DIGIC 4 processor
- serietagning 10 b/s med buffert på 28 bilder RAW eller 121 JPEG – trots högre sensorupplösning
- filminspelning i full HD 1080p
- utvidgad känslighet ISO 50–102 400 (100–12 800 med automatik)

## EOS-1D X
I oktober 2011 utannonserade Canon uppföljaren Canon EOS-1D X. Eftersom den har fullformatssensor 36 × 24 mm på 18,1 megapixels, kan det diskuteras om det är en uppföljare till EOS-1D, EOS-1Ds, båda eller ingetdera. Lanseringen i Sverige uppskattas till juni 2012.